# Eparchie Lungro
Die Eparchie Lungro (albanisch Eparhia e Ungrës, italienisch Eparchia di Lungro degli Italo-Albanesi, lateinisch Eparchia Lungrensis) ist eine Eparchie (= Diözese) für Katholiken mit byzantinischem Ritus mit Bischofssitz in Lungro (Italien). Sie ist das ältere von heute zwei italo-albanischen Bistümern. Die Eparchie gehört zur Kirchenregion Kalabrien, ist aber keiner Kirchenprovinz zugeordnet, sondern immediat, also direkt dem Heiligen Stuhl unterstellt.

## Territorium
Das Bistum umfasst:
- die Stadt Lungro,

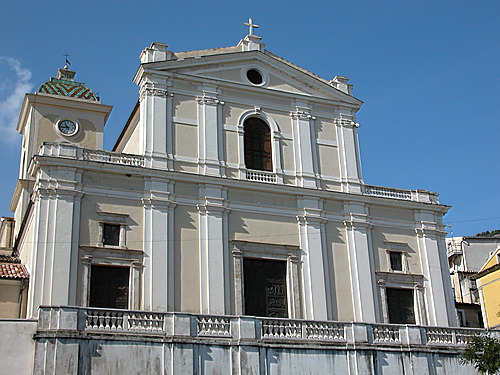
Kathedrale von Lungro San Nicola di Mira

- 17 Pfarreien in der Provinz Cosenza in Kalabrien mit 25 Pfarrgemeinden in: Acquaformosa, Castroregio, Castrovillari, Civita, Corigliano Calabro, Cosenza, Falconara Albanese, Firmo, Frascineto, Plataci, San Basile, San Benedetto Ullano, San Cosmo Albanese, San Demetrio Corone, San Giorgio Albanese, Santa Sofia d’Epiro und Vaccarizzo Albanese.
- zwei Pfarrgemeinden in der Provinz Potenza in Basilikata: San Costantino Albanese und San Paolo Albanese.
- eine Pfarrgemeinde in Villa Badessa, in der Provinz Pescara in den Abruzzen: Chiesa Santa Assunta.
- zwei Pfarrgemeinden in Apulien: Chiesa San Giovanni Crisostomo in Bari und Chiesa di San Niccolò dei Greci in Lecce.
- eine Pfarrgemeinde in Turin im Piemont: Chiesa San Michele Arcangelo

## Geschichte

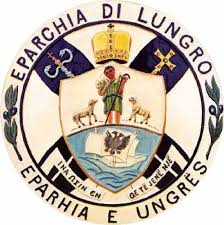
Wappen der Eparchie Lungro

In der Neuzeit unterstanden die italo-albanesischen Katholiken des byzantinischen Ritus der Jurisdiktion von Bischöfen der lateinischen Kirche. Ihnen stellte Clemens XII. durch die Apostolische Konstitution Superna dispositione vom 10. Juni 1732 einen Titularbischof des byzantinischen Ritus als Weihbischof (ohne Jurisdiktion) zur Seite, der unter anderem die Priesterweihen vorzunehmen hatte. Ein weiterer katholisch-byzantinischer Weihbischof fungierte in Rom. Orthodoxe Bischöfe amtierten in Venedig (für das Ökumenische Patriarchat), zuvor auch in Agrigent (für das Erzbistum Ohrid). 
Papst Benedikt XV. gründete mit der Apostolischen Konstitution Catholici fideles am 13. Februar 1919 die Eparchie aus Gebietsabtretungen der Bistümer Cassano all’Jonio und San Marco e Bisignano und des Erzbistums Rossano. Der Heilige Stuhl errichtete die Eparchie Lungro als erste katholische Diözese des byzantinischen Ritus auf italienischem Boden.

## Bischöfe von Lungro
- Giovanni Mele (10. März 1919 – 10. Februar 1979, gestorben)
- Giovanni Stamati (20. Februar 1979 – 7. Juni 1987, gestorben)
- Ercole Lupinacci (30. November 1987 – 10. August 2010, emeritiert)
  - Salvatore Nunnari (10. August 2010 – 12. Mai 2012) (Apostolischer Administrator)
- Donato Oliverio (seit 12. Mai 2012)

## Statistik
| Jahr | Bevölkerung | Bevölkerung | Bevölkerung | Priester   | Priester           | Priester         | Priester               | Ständige Diakone | Ordensleute | Ordensleute | Pfarreien |
| Jahr | Katholiken  | Einwohner   | %           | Gesamtzahl | Diözesan- priester | Ordens- priester | Katholiken je Priester | Ständige Diakone | männlich    | weiblich    | Pfarreien |
| ---- | ----------- | ----------- | ----------- | ---------- | ------------------ | ---------------- | ---------------------- | ---------------- | ----------- | ----------- | --------- |
| 1950 | 40.900      | 41.000      | 99,8        | 38         | 30                 | 8                | 1.076                  |                  | 4           | 34          | 24        |
| 1970 | 36.900      | 37.000      | 99,7        | 38         | 31                 | 7                | 971                    |                  | 8           | 43          | 24        |
| 1980 | 34.500      | 34.866      | 99,0        | 34         | 29                 | 5                | 1.014                  |                  | 6           | 55          | 26        |
| 1990 | 33.000      | 33.500      | 98,5        | 35         | 33                 | 2                | 942                    | 1                | 3           | 40          | 27        |
| 1999 | 32.500      | 32.965      | 98,6        | 31         | 30                 | 1                | 1.048                  | 1                | 1           | 35          | 27        |
| 2000 | 32.450      | 32.850      | 98,8        | 30         | 30                 |                  | 1.081                  | 1                |             | 35          | 27        |
| 2001 | 32.200      | 32.600      | 98,8        | 30         | 30                 |                  | 1.073                  | 1                |             | 35          | 27        |
| 2002 | 31.950      | 32.328      | 98,8        | 30         | 30                 |                  | 1.065                  | 1                |             | 34          | 27        |
| 2003 | 31.850      | 32.200      | 98,9        | 30         | 30                 |                  | 1.061                  | 1                |             | 33          | 27        |
| 2004 | 32.800      | 33.182      | 98,8        | 31         | 30                 | 1                | 1.058                  | 1                | 1           | 33          | 29        |
| 2009 | 32.900      | 33.000      | 99,7        | 41         | 41                 |                  | 802                    | 1                |             | 28          | 29        |